# Claudia Kottal

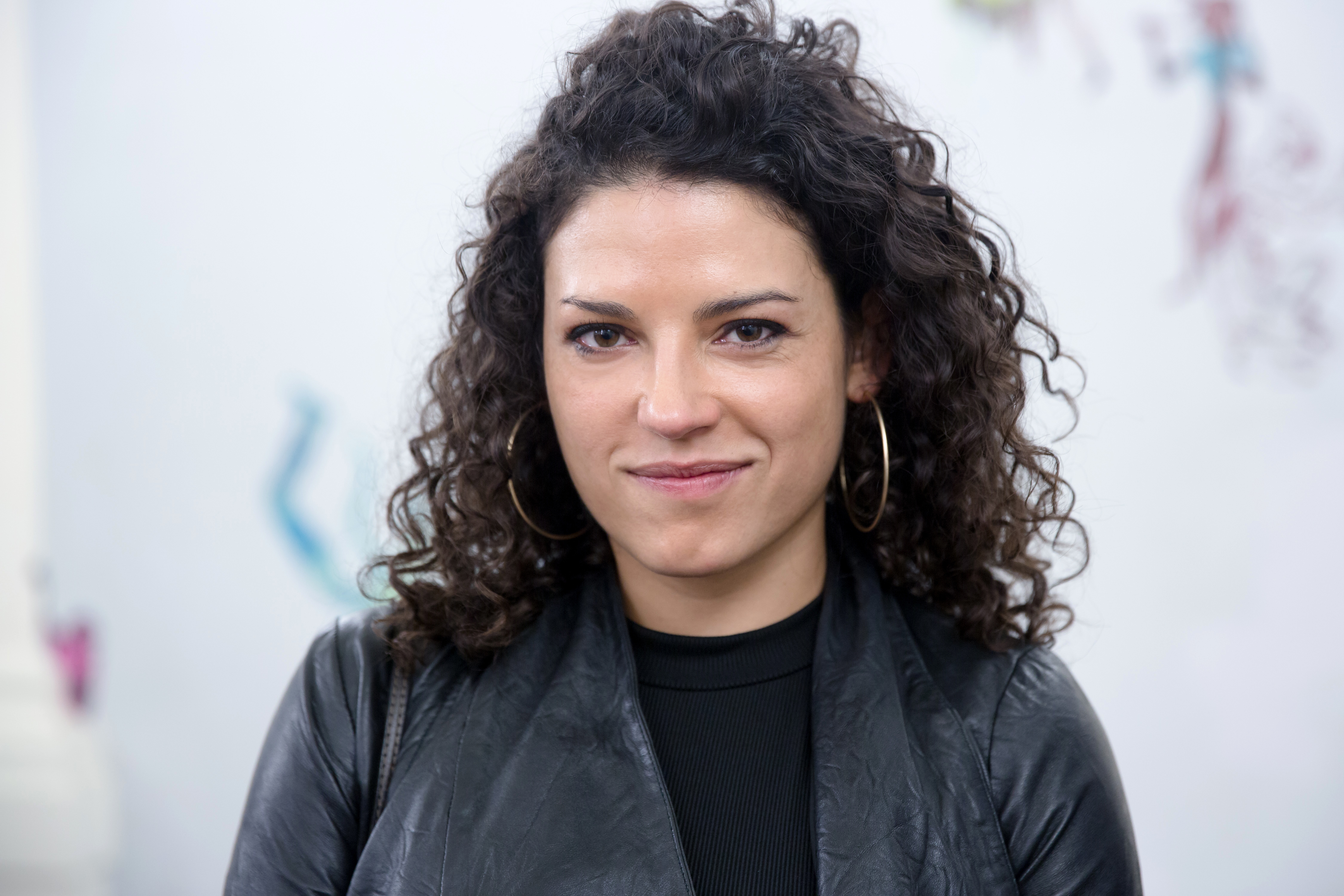
Claudia Kottal (2015)

Claudia Kottal (* 1981 in Wien) ist eine österreichische Schauspielerin.

## Leben
Kottal wuchs als Tochter einer Polin und eines Österreichers in Fischamend auf und absolvierte ihre Schauspielausbildung von 2000 bis 2004 am Konservatorium Wien. Sie nahm ab 2002 Unterricht in Sprech- und Stimmausbildung bei Adelheid Pillmann und ab 2010 in Gesang bei Abdul Candao.
Unter anderem wirkte sie mit bei Aufführungen am Theater in der Josefstadt, Theater Scala, dietheater Konzerthaus, bei den Shakespeare-Festspielen Rosenburg, am Ensembletheater Petersplatz, Filmakademie Wien, Dschungel Wien, Wiener Festwochen, Rabenhof Theater, Wiener Wortstaetten, Nestroyhof/Hamakom, kernzone 100, KosmosTheater, Nanook Film, Jeunesse Wien, Festspiele Reichenau und Theater der Jugend.
Im Sommer 2015 debütierte sie – in Henry Masons Inszenierung der Komödie der Irrungen – bei den Salzburger Festspielen.
Im Februar 2017 präsentierte sie im Wiener Theater Bronski & Grünberg, erstmals als Regisseurin und Autorin, mit Vor dem Fliegen eine Adaption des Roadmovies Thelma & Louise.
Kottal ist mit ihrer Schauspiel-Kollegin Anna Kramer verpartnert.

## Film und Fernsehen
Einer breiteren Öffentlichkeit wurde Kottal durch die ORF-Satiresendung Wir Staatskünstler bekannt, wo sie unter anderem die SPÖ-Bundesgeschäftsführerin Laura Rudas parodierte. Von 2013 bis 2019 spielte sie in der Fernsehserie CopStories die Bezirksinspektorin Leila Mikulov. 2019 verkörperte sie im Film Love Machine die Fahrlehrerin Jadwiga Fiedler, die sich in die Hauptperson Georg „Georgy“ Hillmaier (Thomas Stipsits) verliebt.

## Filmografie (Auswahl)
- 2000: Die Tür (Kurzfilm)
- 2005: Kampl
- 2007: Facetten (Claudia)
- 2008: Jump! (Kellnerin – Golden Star)
- 2008: Ex – Eine romantische Komödie – TV-Folge: Eine Frage der Romantik (Monika)
- 2009: Schottentor
- 2010: Zombiefication (Sprechrolle)
- 2011–2012: Wir Staatskünstler – div. TV-Folgen (Laura Rudas, Maria Vassilakou, Maria Rauch-Kallat, François Hollande, Krampus, Alexander Wrabetz)
- 2013–2019: CopStories
- 2016: Tatort: Sternschnuppe
- 2016: Landkrimi – Endabrechnung
- 2017, 2021: SOKO Donau – Grenzfall, Vendetta
- 2018: SOKO Kitzbühel – Mord mit?
- 2019: Love Machine
- 2019: Glück gehabt
- 2019: Der Club der singenden Metzger
- 2020: Hochwald
- 2020: Dennstein & Schwarz – Rufmord  (Fernsehreihe)
- 2020: Marie Brand und die Liebe zu viert (Fernsehreihe)
- 2021: Kommissarin Lucas – Nürnberg (Fernsehreihe)
- 2022: Love Machine 2
- 2022: Kommissarin Lucas – Goldrausch (Fernsehreihe)
- 2023: Griechenland
- 2023: Kommissarin Lucas – Du bist mein (Fernsehreihe)
- 2023: Ein Sommer auf Malta (Fernsehreihe)
- 2024: Biester (Fernsehserie)
- 2024: Morden im Norden – Frauenabend (Fernsehserie)
- 2024: Mordnacht (Fernsehfilm)
- 2024: Die Toten vom Bodensee – Nachtschatten (Fernsehreihe)
- 2025: Ohne jede Spur – Der Fall der Nathalie B. (Fernsehfilm)

## Theater (Auswahl)

### Shakespeare-Festspiele Rosenburg
- 2005: Der Widerspenstigen Zähmung von William Shakespeare (Katharina) – Regie: Alexander Waechter
- 2006: Viel Lärm um nichts von William Shakespeare – Regie: Alexander Waechter
- 2007: Was ihr wollt von William Shakespeare (Narr/Lachmarie) – Regie: Hans Escher
- 2008: Der Kaufmann von Venedig von William Shakespeare (Jessica) – Regie: Birgit Doll
- 2011: Othello von William Shakespeare (Bianca) – Regie: Sylvie Rohrer

### Festspiele Reichenau
- 2009: Spiel im Morgengrauen nach Arthur Schnitzler von Stefan Slupetzky – Regie: Nicholas Ofczarek

### Kultursommer Laxenburg
- 2012: Der Graf von Laxenburg von Susanne Wolf – Regie: Adi Hirschal

### Theater der Jugend Wien
- 2009/2010: Creeps von Lutz Hübner (Amira/Petra) – Regie: Gerald Bauer
- 2011/2012: Gary Boone von Louis Sachar (Marsha) – Regie: Gerald Bauer
- 2011/2012: Chatroom von Enda Walsh (Laura) – Regie: Gerald Bauer
- 2012/2013: Das Dschungelbuch von Rudyard Kipling (Raksha, Luna, Messua, Tima) – Regie: Henry Mason
- 2013/2014: Don Gil von den grünen Hosen von Tirso de Molina (Inés) – Regie: Thomas Birkmeir

### Sonstiges

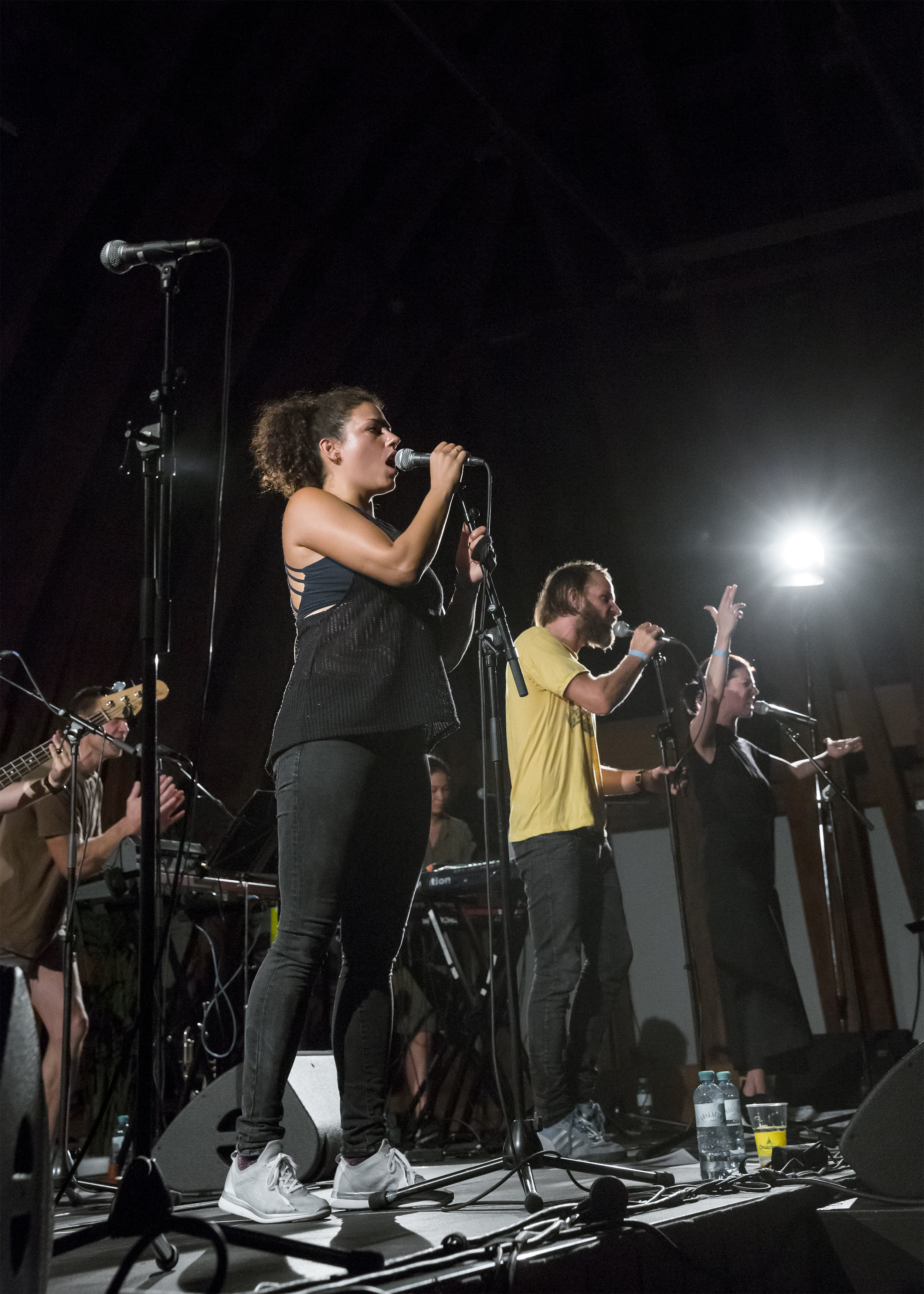
Proletenpassion 2015 ff. (2017)

- 2004/2005: Kampl von Johann Nepomuk Nestroy – Regie: Herbert Föttinger (Theater in der Josefstadt)
- 2004/2005: 4711 – Eine Gesellschaftsrevueshowcollage – Regie und Text: Florian Tröbinger (dietheater Konzerthaus)
- 2004/2005: Die Jagd nach der Sonne von Peter Shaffer – Regie: Bruno Max (Theater Scala Wien, Stadttheater Mödling)
- 2005/2006: Stillleben in einem Graben von Fausto Paravidino (Bitch) – Regie: Hans-Peter Kellner (Ensemble-Theater Wien)
- 2006/2007: 151 Meter über dem Meer (Auftragsstück der Wiener Festwochen) – Regie: Björn Auftrag und Stefanie Lorey (Rabenhof Theater)
- 2006/2007: Die Seiltänzerin von Mike Kenny – Regie: Marcelo Diaz (Cortile – Theater im Hof in Bozen, Dschungel Wien)
- 2007/2008: Am besten durch die Kiemen (ein Projekt von Kernzone 100) – Regie und Konzept: Frauke Steiner (3raum-Anatomietheater, WUK, Kosmos Theater Wien, mp30 ARGE Salzburg)
- 2007/2008: Das Stück von Alma Hadžibeganović (Das Stück) – Regie: Hans Escher (Theater im Nestroyhof Wien – wiener wortstätten)
- 2007/2008: Requiem für 3 Leben – Regie und Konzept: Alex Riener (Theater Drachengasse Wien)
- 2008/2009: Unerhört – Regie und Konzept: Alex Riener (Circus09: Linz 09, Konzerthaus Wien/Jeunesse)
- 2008/2009: Über Morgen von Roel Adam – Regie: Joost Koning (Dschungel Wien, SBW-Festival)
- 2008/2009: Splendour von Abi Morgan – Regie: Tanya Denny (Kosmos Theater, Wien)
- 2009/2010: Höllischer Himmel von Michaela Riedl-Schlosser (Zarah Leander) – Regie: Susanne Draxler (Kosmos Theater, Wien)
- 2009/2010: Mein Wien von A. Bilic/J.Eleta/U.Knoll/R.Krcmarova – Regie: Hans Escher (Kabelwerk Wien)
- 2010/2011: Weißbrotmusik von Marianna Salzmann (Nurit) – Regie: Hans Escher (Wiener Wortstätten, Theater Hamakom Wien)
- 2010/2011: Vernetzt von Stephan Lack – Regie: Danielle Strahm (Garage-X Wien)
- 2010/2011: Voll Fett von Helmut Korherr (Ann)- Regie: Peter Gruber (Bühne im Hof St. Pölten)
- 2011/2012: Villa Dolorosa von Rebekka Kriecheldorf (Mascha) – Regie: Katrin Schurich (Kosmos Theater Wien)
- 2011/2012: Nachtasyl von Maxim Gorki (Natascha) – Regie: Babett Arens (Theater Scala Wien)
- 2013/2014: Crash von Rupert Henning (Trish Rizzo) – Regie: Carolin Pienkos (Stadttheater Walfischgasse)
- 2013/2014: Schilf von Juli Zeh (Rita) – Regie: Esther Muschol (Kosmos Theater, Wien)
- 2015: Proletenpassion 2015 ff. – Inszenierung: Christine Eder, Arrangements: Eva Jantschitsch (Werk X)

## Auszeichnungen
- 2004: Fidelio Nachwuchs-Preis 2004
- 2011: Outstanding Artist Award für Darstellende Kunst verliehen vom Bundesministerium für Unterricht, Kunst und Kultur[3]
- 2014: Nominierung für den Nestroy-Theaterpreis in der Kategorie Beste Nebenrolle als Inés in Don Gil von den grünen Hosen am Theater der Jugend